# Задруга
Задру́га — родинна спільнота патріархального типу, група людей, що живуть і працюють в одному господарстві. Була характерна для багатьох слов'янських народів (зокрема, південних слов'ян) до кінця XIX століття. Аналогічна східнослов'янському дворищу.

## Організація
Зазвичай задруга складалась з кількох поколінь (однієї чи кількох сімей) на чолі з найстаршим членом роду, чию думку поважали. Основні ж питання вирішувались на загальних зборах.
Найчастіше до задруги входило близько 30 чоловік. Вони проживали разом і спільно обробляли землю, яку не могли самостійно успадковувати. Дівчина, що одружувалась, покидала батьківську задругу і переходила до задруги свого чоловіка.
Задруги об'єднувались у жупи, кілька жуп утворювали плем'я.

## Розпад
Вважається, що розпаду задруг сприяло проникнення ринкової економіки і, у зв'язку з цим, індивідуалістичного світогляду в слов'янське суспільство. До кінця XIX ст. задруги поступово руйнуються. З чималої кількості колишніх великих задруг на Балканах постали села, які були названі на честь старійшини задруги. Їх можна розпізнати за закінченнями: -івці, -євці, -инці, -ці, -ане, -ене тощо.
У Сербії , Боснії та Болгарії задруги проіснували довше ніж, наприклад, в Хорватії — скоріше за все, через турецьку владу. Слов'яни мали більше шансів вижити разом у спільноті, а не окремими сім'ями. В Західній Болгарії задруги збереглись до кінця XIX століття, в Сербії — аж до початку XX ст.